# Laxtjärnen (Ljusnarsbergs socken, Västmanland)
Laxtjärnen är en sjö i Ljusnarsbergs kommun i Västmanland och ingår i Norrströms huvudavrinningsområde.